# Nazionale maschile di hockey su prato della Malaysia
La nazionale di hockey su prato della Malaysia è la squadra di hockey su prato rappresentativa della Malaysia ed è posta sotto la giurisdizione della Malaysian Hockey Federation.

## Partecipazioni

### Mondiali
- 1971 – non partecipa
- 1973 – 11º posto
- 1975 – 4º posto
- 1978 – 10º posto
- 1982 – 10º posto
- 1986 – non partecipa
- 1990 – non partecipa
- 1994 – non partecipa
- 1998 – 11º posto
- 2002 – 8º posto
- 2006 – non partecipa
- 2010 – non partecipa
- 2014 – 12º posto
- 2018 – 15º posto

### Olimpiadi
- 1908 – non partecipa
- 1920 – non partecipa
- 1928 - non partecipa
- 1932 - non partecipa
- 1936 - non partecipa
- 1948 - non partecipa
- 1952 - non partecipa
- 1956 - 9º posto
- 1960 - non partecipa
- 1964 - 9º posto
- 1968 - 15º posto
- 1972 - 8º posto
- 1976 - 9º posto
- 1980 - non partecipa
- 1984 - 11º posto
- 1988 - non partecipa
- 1992 - 9º posto
- 1996 - 11º posto
- 2000 - 11º posto
- 2004 - non partecipa
- 2008 - non partecipa

### Champions Trophy
- 1978–1992 – non partecipa
- 1993 - 6º posto
- 1994-2006 - non partecipa
- 2007 - 8º posto

### Hockey Asia Cup
- 1982 - 4º posto
- 1985 - 5º posto
- 1989 - 6º posto
- 1994 - 4º posto
- 1999 - 4º posto
- 2003 - 5º posto
- 2007 - 3º posto